# Kambarka
Kambarka (oroszul: Камбарка) város Oroszországban, Udmurtföldön, a Kambarkai járás székhelye.
Lakossága: 11 021 fő (a 2010. évi népszámláláskor).

## Fekvése
Udmurtföld délkeleti részén, Izsevszktől 116 km-re, a Kambarkán (a Káma kis mellékfolyóján) létrehozott mesterséges tó partján fekszik, Baskíria határánál. Nevét a folyóról kapta, a folyónév pedig a baskír kanbar (канбар) nemzetség (vagy család) nevéből származik.
A járás – a köztársaság többi részével ellentétben – a Káma bal partján helyezkedik el. Maga a város a Káma és mellékfolyója, a Buj közén épült, mindkét folyótól kb. 4–5 km-re. Közelében a Kámán lévő kikötő folyam–tengerjáró teherhajók fogadására is alkalmas.
Éghajlata mérsékelten kontinentális, hosszú és csapadékos téllel, meleg nyárral. A januári középhőmérséklet –15 °C, a júliusi 19 °C. A csapadék évi mennyisége 500 mm.

## Története
A 18. század közepén alapították, miután Akinfij Gyemidov 1741-ben megszerezte a területet és átadta Grigorijnak (fiának?), aki 1761–1767 között vasgyártó manufaktúrát létesített. A folyót kb. 800 m hosszú gáttal felduzzasztották, fűrészüzemet és malmot is építettek. Később, a 19. században hagyományos mesterséggé vált a szekerek, utazókocsik (tarantasz) készítése.
Kezdetben a mesterséges tó bal partján növekedett a település, a 19. század második felében a jobb part is beépült. Az 1950-es és 1960-as években típusházakból álló néhány lakótelepet (mikrorajon) alakítottak ki. A falu 1936-ban munkástelepülés besorolást, 1945-ben városi rangot kapott. A második világháború idején a német megszállás elől több gyárat telepítettek a városba.
Az 1940-es években a városban nagy vegyianyag-raktárat létesítettek harcgázok hosszútávú tárolására. A tartályokban évtizedeken keresztül 6349 tonna lewisit-ot tároltak.

## 21. század
A szükséges építkezések és próbaüzem után 2006. márciusban kezdődött és 2009-re befejeződött a tárolt lewisite teljes megsemmisítése, a vegyi fegyverek betiltásáról szóló nemzetközi egyezmény előírásai szerint.
Legismertebb gépipari vállalatát, a mai Kambarkai Gépgyárat a Gyemidov-féle vállalkozásra alapozva építették 1933-ban. A gyárban vasúti járműveket, mozdonyokat készítenek, elsősorban keskeny nyomtávú kivitelben.

## Népessége
- 1959-ben 13 385 lakosa volt.
- 1970-ben 14 121 lakosa volt.
- 1979-ben 12 960 lakosa volt.
- 1989-ben 13 258 lakosa volt.
- 2002-ben 12 636 lakosa volt, melynek 91%-a orosz, 3,2%-a tatár, 2,5%-a udmurt.
- 2010-ben 11 028 lakosa volt, melynek 90,1%-a orosz, 3,5%-a tatár, 3%-a udmurt.

### Közlekedése
A Káma és a Buj között fekvő város vasútállomásán vezet keresztül a transzszibériai vasútvonal déli ága, – a Moszkva–Kazany–Jekatyerinburg vonal – és az Izsevszk–Csajkovszkij szárnyvonal. Közúti összeköttetése azonban nem megoldott. A két folyón csak vasúti híd vezet át, közúti híd nincsen. Nyáron a Kámán komp közlekedik, a Bujon pontonhíd üzemel; télen a befagyott folyókon jelölnek ki szállítási utat, de ősszel és tavasszal Kambarka gyakorlatilag el van vágva Udmurtföld többi részétől és fővárosától. A Kámán csak több mint 50 km-rel északabbra van híd.
A sok éven át dédelgetett közúti híd terve a 2010-es évek közepén megvalósul. 2013 tavaszán létrejött a szerződés a kivitelezésről, a finanszírozásról és az üzemeltetésről. A Kámán átívelő híd tervezett hossza 1081,6 m, a Buj hídjáé 223, 5 m, és további két kis folyón is híd épül. A Kambarka mellett is elhaladó kétszer egysávos, fizetős műtárgy a hidakkal, a Káma parti 3,8 km-es, illetve 5,5 km-es résszel együtt összesen kb. 15,5 km hosszú lesz. Építése 2013 őszén kezdődött, átadását 2016. őszre tervezték. Elkészülte után 49 évre koncesszióba adják, a város pedig nagy lehetőséget kap a gazdasági fejlődésre és új munkahelyek teremtésére.
Udmurtföld és Baskíria megállapodott az épülő hídhoz vezető utak felújításáról. Az Izsevszk–Szarapul–Kambarka utat Udmurtföld, a Buj folyón túli Nyeftyekamszk–Gyurtyuli–M-7-es utat Baskíria költségvetéséből II. kategóriájúvá fogják feljavítani.